# Plainfield (Indiana)
Plainfield – miasto w Stanach Zjednoczonych, w stanie Indiana, w hrabstwie Hendricks.